# Человек без имени (альбом)
«Человек без имени» — девятый альбом рок-группы «Наутилус Помпилиус». Записан осенью 1989 года на даче у Дмитрия Умецкого под Ленинградом на домашней портастудии. Издан в декабре 1995 года.

## История создания
В ноябре 1988 года Вячеслав Бутусов распускает «золотой» состав «НАУ». Через некоторое время Бутусов и Умецкий снова начали сотрудничать, назначив себя соответственно музыкальным и художественным руководителями группы «Наутилус Помпилиус».

### Нереализованный проект с Александром Пантыкиным
В процессе записи Бутусова и Умецкому чувствовалось, что чего-то не хватает. Для этого они пригласили Александра Пантыкина. Раздобыв клавиши, Пантыкин приехал на дачу под Москвой, где жили Бутусов и Умецкий.
Дмитрий Умецкий был занят организаторской деятельностью: он ездил в Москву, где договаривался со спонсорами. Ему не нравилось то, что на документах желали видеть Вячеслава Бутусова, а в это время Вячеслав Бутусов с Александром Пантыкиным записывали черновую запись нового альбома.
К ним приезжал Умецкий и сделал выводы, что при участии Пантыкина из «Наутилуса» может получиться «Урфин Джюс». Переписывались тексты и музыка. Каждая песня практически была сделана в десять вариантов, однако несмотря на то, что Вячеславу Бутусову нравилось работать с Пантыкиным, Дмитрий Умецкий наоборот не одобрял их деятельность. В конце концов «Наутилус» отказался от работы с Пантыкиным.

### Итоговый альбом
Весной «Наутилус» переехал в округ Коломяги города Санкт-Петербург. Дмитрий Умецкий нашёл новую администрацию для коллектива, а центр научно-технического творчества молодёжи «Эврика» оформил товарный знак «Nautilus Pompilius» и выделил аппаратуру для музыкантов на сумму 75 000 рублей. Осенью начинается запись альбома '«Человек без имени»' при участии Александра Беляева, Игоря Доценко и Игоря Джавад-Заде.
После окончания 4 декабря 1989 г. записи альбома на студии «Ленфильм» Дмитрий Умецкий забрал фонограмму себе, и связи между двумя отцами-основателями «Nautilus Pompilius» снова были прерваны.
В «Комсомольской правде» появилась информация, что после прекращения дружественных отношений между основателями «Наутилуса» будет выпущен альбом «Человек без имени», однако этот материал будет выпущен лишь в ноябре 1995 года. Дмитрий Умецкий предпринял попытки отстоять право на название «Nautilus Pompilius» через суд. Помимо Умецкого, претензии имел и НТТМ «Эврика», который требовал возвращения аппаратуры, выделенной для записи. Однако Вячеслав Бутусов продолжил выступать под названием «Nautilus Pompilius».
Пять композиций альбома — «Тихие игры», «Музыка на песке», «Люди» (только на магнитоальбоме), «Падший ангел» и «Бриллиантовые дороги», готовые в 1989 году, были перезаписаны на следующем альбоме группы «Наугад» (1990).
Е. Козицкая в своём «Исследовании современной русской рок-поэзии (по текстам Nautilus Pompilius)» отметила, что в тексте песни «Тихие игры» тесно переплетены мотивы святости и греховности детства.

## Список композиций
Текст Илья Кормильцев, музыка Вячеслав Бутусов, если не указано иное:
| №   | Название               | Текст песни               | Музыка  | Длительность |
| --- | ---------------------- | ------------------------- | ------- | ------------ |
| 1.  | «Непорочное зачатие»   | Умецкий                   | Умецкий | 4:33         |
| 2.  | «Боксёр»               | Кормильцев, Аникина       | Умецкий | 3:33         |
| 3.  | «Тихие игры»           | Бутусов, Аникина          |         | 3:44         |
| 4.  | «Музыка на песке»      |                           |         | 5:24         |
| 5.  | «Красные листья»       | Кормильцев, Аникина       | Умецкий | 4:46         |
| 6.  | «Люди»                 |                           |         | 2:50         |
| 7.  | «Падший ангел»         |                           |         | 3:41         |
| 8.  | «Бриллиантовые дороги» |                           |         | 3:29         |
| 9.  | «Звёздные мальчики»    | Аникина, Умецкий, Бутусов |         | 4:41         |
| 10. | «Человек без имени»    |                           | Умецкий | 4:33         |

## Участники записи
В записи альбома, помимо Вячеслава Бутусова и Дмитрия Умецкого, в отсутствие действующего состава группы Nautilus Pompilius приняли участие музыканты различных групп («ДДТ», «Арсенал», «Телевизор»), некоторые из которых в скором будущем вошли в «Наутилус» нового созыва.
- Вячеслав Бутусов — вокал, гитара
- Дмитрий Умецкий — бас-гитара , бэк вокал
- Александр Беляев («Телевизор») — гитара
- Игорь Доценко («ДДТ») — барабаны
- Игорь Джавад-Заде («Арсенал») — барабаны
- Александр Пантыкин — клавишные

## Видеоклип и нереализованный фильм
В программе «A» был показан клип, снятый на песню «Боксёр», а также Вячеслав Бутусов, Дмитрий Умецкий и жена Умецкого Алёна Аникина дали интервью Артемию Троицкому.
Планировались съёмки одноимённого фильма по сценарию Алёны Аникиной. Режиссёром фильма должен был стать Виктор Титов, постановщик таких фильмов, как «Здравствуйте, я ваша тётя!» и «Жизнь Клима Самгина». Но вновь произошли разногласия основателей группы, и съёмки не состоялись.